# Liste der Biografien/Fori
Liste der Biografien |
Portal Biografien |
Personensuche
# |
A |
B |
C |
D |
E |
F |
G |
H |
I |
J |
K |
L |
M |
N |
O |
P |
Q |
R |
S |
T |
U |
V |
W |
X |
Y |
Z |
?
 
Fa |
Fe |
Ff |
Fh |
Fi |
Fj |
Fk |
Fl |
Fm |
Fn |
Fo |
Fr |
Ft |
Fu |
Fy
 
Foa |
Fob |
Foc |
Fod |
Foe |
Fof |
Fog |
Foh |
Foi |
Foj |
Fok |
Fol |
Fom |
Fon |
Foo |
Fop |
For |
Fos |
Fot |
Fou |
Fov |
Fow |
Fox |
Foy |
Foz
 
Fora |
Forb |
Forc |
Ford |
Fore |
Forf |
Forg |
Fori |
Forj |
Fork |
Forl |
Form |
Forn |
Foro |
Forq |
Forr |
Fors |
Fort |
Foru |
Forw |
Fory |
Forz
Die Liste der Biografien führt alle Personen auf, die in der deutschsprachigen Wikipedia einen Artikel haben. Dieses ist eine Teilliste mit 10 Einträgen von Personen, deren Namen mit den Buchstaben „Fori“ beginnt.

## Fori

### Foria
- Fórián, Csilla (* 1969), ungarische Badmintonspielerin

### Forie
- Foriel-Destezet, Philippe (1958–2021), französischer Manager

### Forik
- Forika, Réka (* 1989), rumänische Biathletin

### Forin
- Föringer, Heinrich Konrad (1802–1880), deutscher Bibliothekar und Archivar
- Forini, Franco (* 1958), Schweizer Formel-1-Fahrer
- Forino, Luigi (1868–1936), italienisch-argentinischer Cellist, Komponist und Musikpädagoge
- Forintos, Győző (1935–2018), ungarischer Schachgroßmeister

### Foris
- Foriș, Ștefan (1892–1946), ungarisch-rumänischer Kommunist und Journalist
- Forissier, Arthur (* 1994), französischer Triathlet
- Forissier, Pierre-François (* 1951), französischer Admiral